# Líbids
|  | No s'ha de confondre amb Libido. |

Els líbids (Lybiidae) són una família d'ocells que agrupa els barbuts d'Àfrica. Antany es classificaven, amb els seus parents americans i asiàtics, a la família dels capitònids (Capitonidae) però avui hi ha acord que aquesta família engloba només l'estirp americana.

## Descripció
- En general fan al voltant de 20-25 cm de llargària, d'aspecte rabassut, amb cap gran i un gros bec vorejada amb truges.
- Els membres del gènere Pogoniulus són menors, arribant al mínim en Pogoniulus atroflavus, que fa 9 cm de llargària i un pes de 7 g.

## Hàbitat i distribució
Es troben per tota l'Àfrica subsahariana, amb excepció de l'extrem sud-oest.
Els membres de la subfamília dels traquifonins (Trachyphoninae) d'hàbits terrestres, habiten des del Sud del Sàhara fins al Sud d'Àfrica i d'entre tots els barbuts són els que viuen en hàbitats més oberts. Els libins (Lybiinae) són barbuts d'hàbitat arbori.

## Alimentació
Són ocells en gran manera solitaris que mengen insectes i fruites. Mengen figues i moltes altres espècies de fruits en arbres i arbusts. Un únic barbut pot alimentar-se de fins a 60 espècies diferents al seu territori. També acudeixen a les plantacions cultivades. Mengen la fruita sencera regurgitat més tard la part no diferible, com les llavors. Com altres barbuts, es creu que són agents importants en la dispersió de llavors en els boscos tropicals.
A més de fruita, els barbuts africans també mengen artròpodes, que atrapen de les branques i troncs dels arbres. Entre els insectes dels que s'alimenten hi ha les formigues, cigales, libèl·lules, grills, llagostes, escarabats, arnes i mantis. També mengen escorpins i centpeus i unes poques espècies fins i tot petits vertebrats com sargantanes, granotes i dragons.

## Reproducció
No es coneixen detalls concrets en els costums de nidificació de moltes espècies, encara que com a particularitat entre els Piciformes, algunes espècies sociables nien en les riberes o els nius de tèrmits. Com molts membres del seu ordre, els seus nius es troben en forats fets en un arbre, on ponen 2 - 4 ous (excepte Trachyphonus margaritatus que pot arribar fins a 6). Coven durant 13-15 dies. Ambdós pares cooperen en la cria.

## Estatus i relació amb l'home
No hi ha hagut grans interferències amb els éssers humans. Algunes de les espècies que requereixen boscos primaris estan disminuint a causa de la desforestació, de vegades en benefici dels parents propers. Per exemple, la pèrdua dels boscos de les terres altes de Kenya ha fet que disminueixi molt Pogoniulus leucomystax i haja una gran expansió de Pogoniulus pusillus.

## Llista de gèneres
S'han descrit 10 gèneres amb 52 espècies
- Gènere Trachyphonus, amb 6 espècies.
- Gènere Buccanodon, amb una espècie: barbut pintat (Buccanodon duchaillui)
- Gènere Cryptolybia, amb una espècie: barbut olivaci (Cryptolybia olivacea).
- Gènere Gymnobucco, amb 6 espècies.
- Gènere Stactolaema, amb 4 espècies.
- Gènere Pogoniulus, amb 10 espècies.
- Gènere Tricholaema, amb 6 espècies.
- Gènere Lybius, amb 9 espècies.
- Gènere Pogonornis, amb 6 espècies.
- Gènere Trachylaemus, amb tres espècies.